# 바그너 그룹의 반란
바그너 그룹의 반란(러시아어: Мятеж ЧВК «Вагнер»→PMC "바그너"의 반란, 영어: Wagner Group rebellion)은 현지 시간으로 2023년 6월 23일 시작된 러시아 연방정부에 대한 바그너 그룹의 반란이다. 발생 당일 바그너 그룹의 지도자 예브게니 프리고진은 러시아 국방부의 병사들이 자신의 진지를 포격하고 있다고 주장했다. 프리고진은 국방부 지도부에 복수하겠다고 선포했다. 프리고진은 군 수뇌부의 '사악한 짓'은 중단되어야 하며 '정의를 위한 행진'을 맹세했다고 밝혔다.
러시아 연방보안국 산하 국가테러대책위원회는 프리고진의 발언으로 "무장 반란을 요구하는 범죄 사건이 발생했다"고 밝혔다.

## 배경

### 바그너 그룹과 예브게니 프리고진

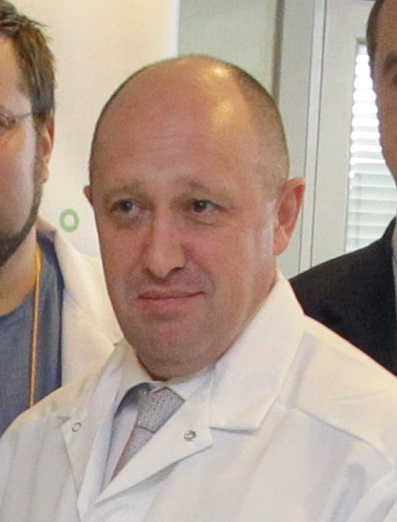
예브게니 프리고진, 바그너 그룹의 수장

예브게니 프리고진은 블라디미르 푸틴 러시아 대통령의 측근이다. 2014년, 프리고진은 러시아의 민간군사기업인 바그너 그룹을 설립했다. 2022년 러시아의 우크라이나 침공을 배경으로 프리고진과 바그너 그룹의 영향력이 급격히 증가했다. 서방 정보기관의 추산에 따르면 바그너 그룹의 소속원은 2017-2018년 수천 명에서 2023년 1월 5만 명 이상으로 늘어났다.

### 러시아의 우크라이나 침공 기간 활동
러시아의 언론 메두자에 따르면 러시아의 우크라이나 침공 직전 프리고진은 러시아 지도부와의 관계가 급격히 악화되어 러시아 국방부 및 러시아 대통령부 양쪽과 충돌했다고 밝혔다. 프리고진은 러시아 국방부 장관인 세르게이 쇼이구가 시리아 내전 개입 당시 "낡은 방식"대로 작전을 진행했다고 비판했다. 또한 쇼이구는 바그너 중대가 러시아군에게 식량을 제공하는 것을 좋아하지 않았다고 말했다.
러시아 정부가 우크라이나를 빠르게 점령하러는 초기 계획에 실패하자 프리고진과 바그너 그룹의 영향력이 커지기 시작했다. 러시아의 우크라이나 침공 첫 달 동안 러시아군은 큰 손실을 입었으나 푸틴은 동원령 발표를 오랜 기간 지연시켰다. 이런 조건에서 러시아 정부는 우크라이나에서의 교전에 참여할 용병을 모집하기 시작했다. 프리고진은 자신이 보유할 수 있는 항공기를 포함한 상당한 자원과 PMC인 바그너 그룹에서 러시아의 죄수를 모병할 수 있는 권리를 부여받았다. 바그너 그룹은 러시아법과 러시아의 정규군 지휘 구조 바깥에서 활동하는 프리고진의 사병으로 변모했다. 러시아 국방부와 총참모부는 이에 불만을 품고 프리고진의 영향력 확대를 막기 시작했다. 프리고진은 러시아 국방부를 거친 용어로 공개적으로 비난하기 시작했다.
6월 5일에는 프리고진이 개인 소셜 미디어에 체포된 러시아군 대령이 술에 취한 상태에서 바그너 그룹에게 발포를 내렸다고 실토했다는 내용의 영상을 공개했다.

## 프리고진의 군사 행동 발표
6월 23일 프리고진이 용병 캠프에 미사일 공격을 받았다고 말하는 영상이 바그너 그룹과 관련된 텔레그램 채널에 업로드되었다. 벨링캣의 기자인 아리크 톨러는 공격을 맞았다는 장소가 캠프를 방문했던 전쟁특파원 알렉산더 시모노프가 이전에 촬영했던 영상과 거의 같다고 지적했다. 이날 저녁 프리고진은 러시아 국방부와의 무력 충돌이 시작되었다고 발표했다. 이 발표는 프리고진 자신이 보도자료 발표에 사용하는 텔레그램 채널에 업로드되었다. 프리고진은 성명에서 국방부를 향한 분쟁에 동참할 것을 촉구하며, 쇼이구가 포병과 헬리콥터를 사용했으며 "저녁 9시 경,(KST 24일 02시) 로스토프나도누에서 비겁하게 도망쳤다"라고 말했다.
러시아 국방부는 바그너 그룹의 후방 캠프를 공격한 적이 없다며 이를 부인했다. 그 후 러시아의 검찰총장은 러시아 연방형법 제279조(무장반란)에 따라 프리고진에 대한 수사를 시작했다고 발표했다. 세르게이 수로비킨과 블라디미르 알렉세예프 장군은 바그너 그룹에게 반역 행동을 중단하라고 말했다.

## 반란

### 로스토프나도누 점령
6월 23일부터 24일까지 밤 동안 프리고진을 대표하여 오디오 녹음이 공개되었는데, 그는 바그너가 로스토프나도누에 진입 중에 있으며 정규군에게 그의 군대에 대항하지 말 것을 촉구했다. 다른 녹음에서 그는, 참모총장이 공군에게 민간인 차량 사이를 이동하는 바그너 부대를 향해 발포할 것을 명령했다고 말했다. 그는 또한 일부 조종사들이 총참모부의 명령을 수행하는 것을 거부했고, 그들에게 감사를 표한다고 말했다. 가디언은 바그너가 로스토프에 대한 통제권을 행사한다는 주장에 대해 "독립적으로 검증될 수 없으며 프리고진은 이상하고 부정확한 진술을 한 전력이 있다"고 논평했지만, 이 지역의 상황은 분명히 소란스러웠다고 보도했다.
푸틴의 대변인 드미트리 페스코프는 진행 중인 상황을 "반란 시도"라고 묘사했으며, 러시아의 군사 기관들이 최근 사건에 대한 푸틴의 명령에 밤낮으로 보고하고 있다고 언급했다. 프리고진의 성명이 있을 동안, 러시아는 구글 뉴스를 차단했다.

### 모스크바로의 진군

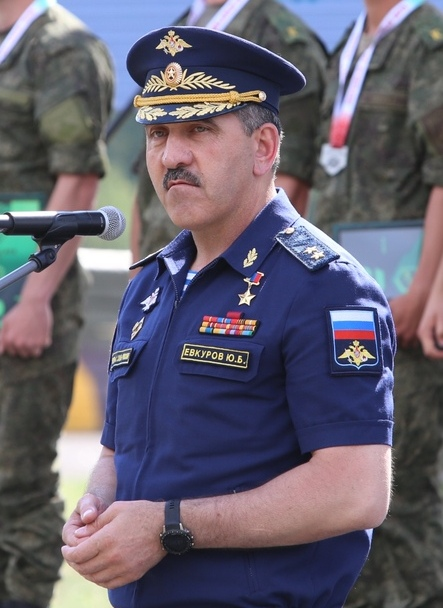
프리고진은 로스토프나도누에서 유누스벡 예브쿠로프 러시아 국방차관을 만났다. 예브쿠로프는 프리고진에게 군대를 철수하라고 설득하는 데에 실패했다.

로스토프를 점령한 후, 바그너 병력은 모스크바(로스토프에서 1,100 km)를 향해 진군하기 시작했다. 6월 24일까지, 바그너 병력은 수도의 절반 거리도 안되는 보로네시를 지나 기동했다. 같은 날, 바그너는 모스크바에서 약 400km 떨어진 리페츠크주를 통과했다. 프리고진은 음성 메시지에서 바그너 병력이 호송대에 발포한 군용 헬리콥터를 격추시켰다고 말했다.
프리고진은 자신의 준군사조직을 향한 공습에 대항해 러시아군을 공격하겠다고 위협한 후 러시아 정부로부터 무장 봉기를 조직한 혐의로 기소되었다. 러시아 보안군은 그가 러시아군에 맞선 '정의의 행진'을 약속하면서 쿠데타를 시도했다고 비난했다. 프리고진은 바그너가 우크라이나를 떠나 러시아 도시 로스토프를 향해 진격하고 있다고 주장하는 음성 메모를 게시했다. 러시아의 고위 장성들은 바그너 병사들에게 철수할 것을 촉구했다. 한편 러시아 국가안보국(FSB)은 프리고진을 형사고발하고 체포 움직임을 보였다고 밝혔다.
러시아 관영 언론과 일부 서방 언론에 따르면, 바그너 그룹이 로스토프의 남부 군관구 건물을 장악했다.
예브게니 프리고진은 로스토프나도누 군 사령부에서 도시의 모든 군사 시설이 바그너의 통제하에 있다고 주장하는 모습이 담긴 영상을 공개했다.
남부 군관구 사령관은 육군 중장 또는 대장이 임명된다. 2022년 4월, 알렉산드르 드보르니코프 (육군 대장) 남부 군관구 사령관이 우크라이나 전쟁 총사령관이 되었다. 러시아는 여러 군관구가 있는데, 남부 군관구가 우크라이나, 크림반도 등을 관할하고 있다.
모스크바 시장 세르게이 소뱌닌은 모스크바에서 대테러 조치가 시행되고 있다고 발표했다.
로스토프나도누는 M-4 고속도로로 모스크바와 직접 연결되어 있으며, 바그너 인사들이 수도 방향으로 진격한다는 보고가 있다. 리페츠크주와 보로네시주 정부는 군부대와 고속도로에서 충돌이 발생했다는 보고가 있은 후 모든 민간인들에게 실내에 머물 것을 촉구했다.
소셜 미디어 게시물을 통해 보로네시에서 열린 바그너군과 러시아군 사이의 전투 장면이 공개되었고, 로이터는 러시아군 보도를 인용했다. 언론 보도에 따르면, 바그너 그룹은 보로네시 내의 모든 군사 시설을 장악했다.
FSB는 상트페테르부르크에 있는 PMC 바그너의 본부를 급습했다. 러시아 언론은 사무실 인근 차량에서 40억 루블(한화 614억)이 든 골판지 상자가 발견됐다고 보도했다. 프리고진은 그 돈이 직원 급여와 다른 회사 비용을 지불하기 위한 것이라고 말했다.

### 푸틴 대통령의 대국민 연설

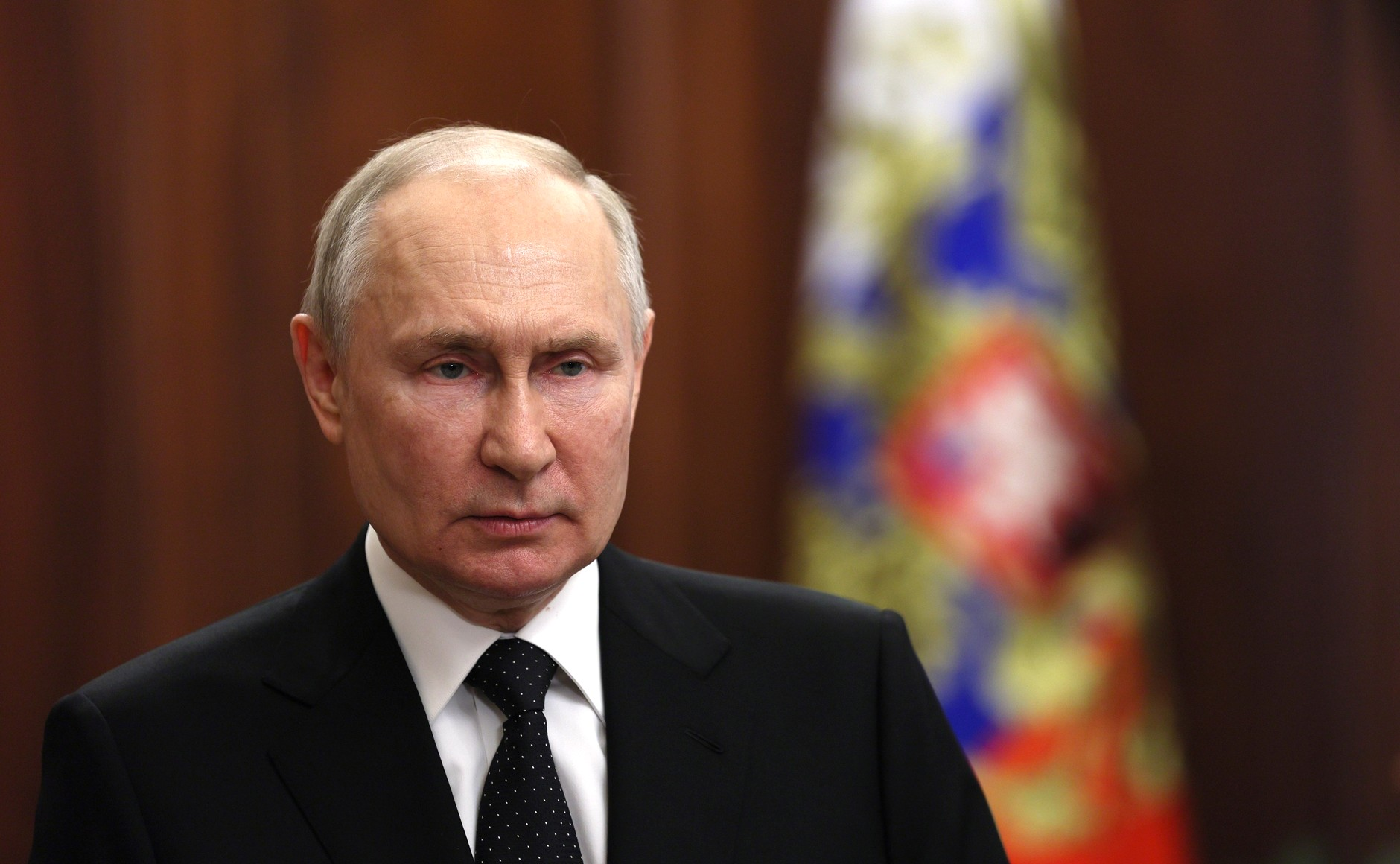
블라디미르 푸틴 러시아 대통령은 바그너 그룹의 반란에 대해 대국민 연설을 했다.

블라디미르 푸틴 러시아 대통령은 TV 연설을 통해 바그너 그룹의 행동을 '반역'이라고 부르며 반란을 진압하기 위해 '엄격한 조치'를 취할 것을 약속하며 반란 시작 이후 처음으로 대국민 연설을 했다. 푸틴은 이 상황이 러시아의 존립 자체를 위협하고 반란에 대해 러시아-우크라이나 전쟁이 진행되는 가운데 '배후중상'과 '치명적 타격'으로 규정하며, 러시아 혁명과 유사하다 주장했고 영토 상실에 대해 경고했다. 푸틴은 또한 1917년과 1923년 사이에 벌어진 러시아 내전의 '비극'을 인용했다. 그러나 푸틴은 프리고진이나 바그너 그룹에 대해 명시적으로 언급하지 않았다. 푸틴의 주장은 러시아가 우크라이나 전쟁에서 국방부의 잘못된 관리 때문에 영토를 잃고 있으며, 국방부에 대한 바그너 그룹의 행동은 러시아의 상황을 개선하기 위한 것일 뿐이라는 프리고진의 이전 주장에 대한 반박이었다. 프리고진은 자신의 주요 목표가 쇼이구와 참모총장 발레리 게라시모프의 해임이라고 말했다.
프리고진은 푸틴의 선언에, 국방부가 우크라이나에서 그룹을 배신하고, 전쟁 중 부패한 계획을 통해 자신을 부유하게 만든 것에 대해 '바그너는 대통령이나 FSB에 복종하기를 거부한다'며 비난했고, "러시아가 부패와 관료주의에 의해 운영되는 것에 지쳤다"고 말하며 응수했다.

## 해결

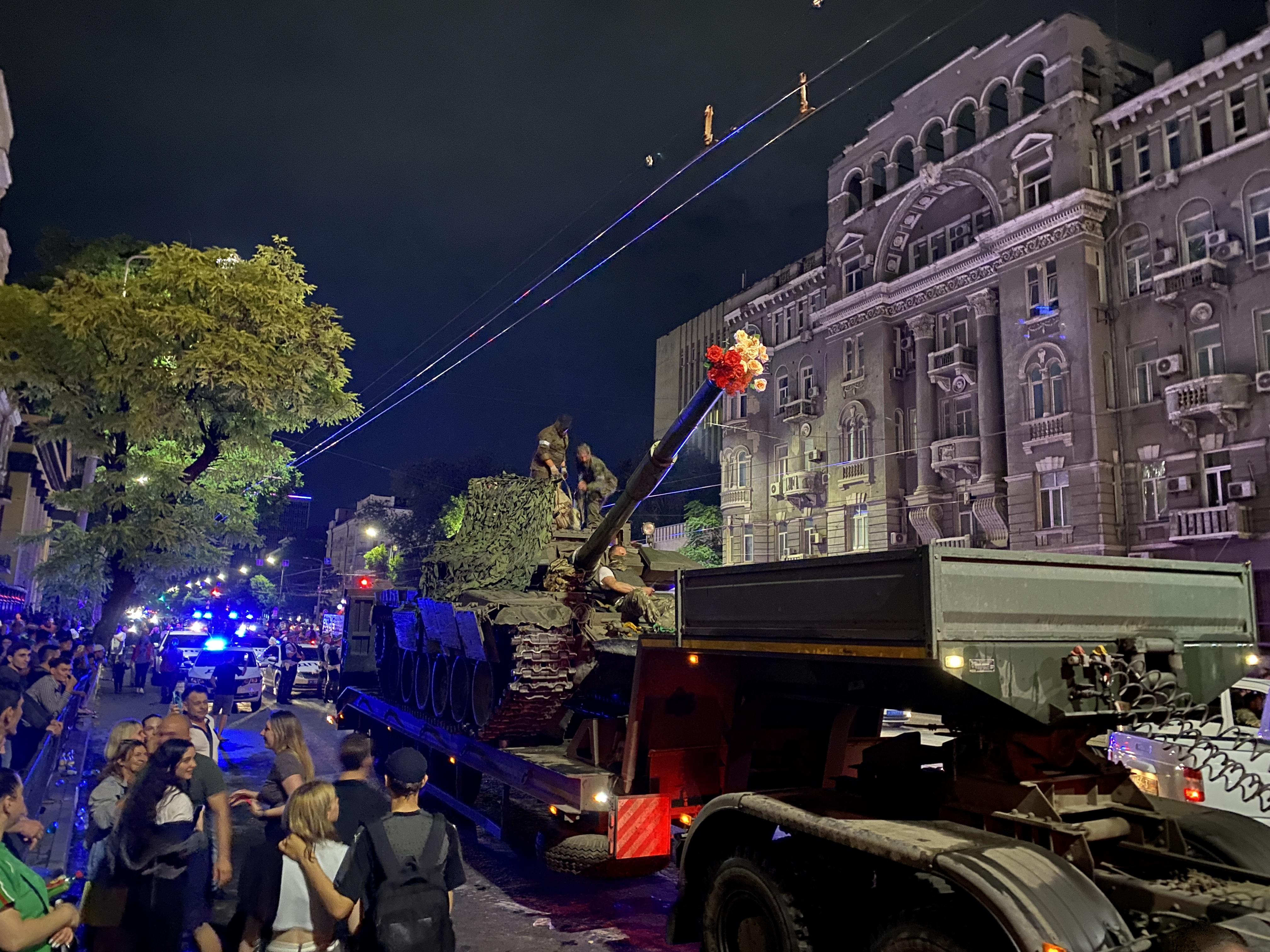
포신에 꽃이 꽂혀있는 바그너 전차를 보고 있는 로스토프나도누의 군중들

벨라루스의 대통령 알렉산드르 루카셴코는 푸틴의 요청으로 프리고진을 만났다. 루카셴코는 바그너 전사들이 안전을 보장받는 대가로 진격을 중단하고 기지로 복귀하는 데 동의하는 협정을 중개했다고 한다. 프리고진은 음성 성명을 통해 자신은 유혈 사태를 피하기 위해 협상에 동의했으며, 자신의 군대는 "계획에 따라 부대를 돌려 야전 캠프로 돌아갈 것"이라고 말했다.
프리고진의 공식 성명에서, "그들은 바그너 그룹을 해체할 예정이었습니다. 우리는 6월 23일 정의의 행진에 나왔습니다. 하루 만에 우리는 모스크바에서 거의 200km 근교까지 행군했습니다. 이때 전사들의 피를 한 방울도 흘리지 않았습니다. 이제 피를 흘릴 수도 있는 순간이 왔습니다. 그래서 한쪽 러시아인의 피를 흘리게 될 책임을 알고 호송대를 돌려 계획에 따라 야전 캠프로 돌아가고 있습니다."라고 말했다. 바그너 그룹의 모스크바 진군이 중단된 것 이외에는 타협된 거래나 계획의 세부 사항이 공개되지 않았다.
오후 11시(GMT+3)가 되자 바그너 그룹은 로스토프나도누에서 군대를 철수시키기 시작했다. 러시아 소셜 미디어에 유포된 영상에서 로스토프나도누 주민들은 도시를 떠나는 바그너 군대에게 환호를 보내는 것을 볼 수 있다.
크렘린의 대변인 드미트리 페스코프는 프리고진에 대한 기소를 취하하고 그가 벨라루스로 보내질 것이라고 발표했다. 바그너 전사들은 기소되지 않을 것이며, 반란에 참여하지 않은 이들은 국방부와 계약을 맺을 수 있다. 페스코프에 따르면, 바그너 조직은 전체적으로 전시 동안 있던 위치로 돌아갈 것이다. 보도에 따르면 푸틴의 집무실은 협상을 마친 것에 대해서 "이러한 노력에 대해 벨라루스 대통령에게 감사한다"고 표현했다.

## 국제 반응

### 국내
- 체첸 공화국: 지도자 람잔 카디로프는 이 상황을 '반역'이라고 규정했고, 그의 군대는 "러시아의 부대를 보존하고 국가 지위를 방어하기 위해 '긴장 지역'으로 이동 중"이라고 말했다.[59]
- 쿠르스크주: 주지사 로만 스타로보이트는 프리고진에게 "계획을 포기하라"고 요구했다.[60]
- 리페츠크주: 주지사 이고리 아르타모노프는 주 주민들에게 집에 머물며 개인 또는 대중교통을 이용한 여행을 자제할 것을 당부했다.[61]
- 도네츠크 인민공화국: 수반 데니스 푸실린은 프리고진의 행동을 비난하고 시민들에게 푸틴을 지지할 것을 촉구했다.[61]
- 루간스크 인민공화국: 수반 레오니드 파세치니크는 푸틴을 지지한다고 목소리를 높였다.[61]
- 헤르손주: 러시아가 점령한 헤르손주의 주지사 블라디미르 살도는 푸틴을 지지한다고 표명했다.[60]
- 자포리자주: 러시아가 점령한 자포리자주의 주지사 예브게니 발리츠키는 푸틴을 지지한다고 표명했다.[60]
- 러시아 자유민주당: 당수 레오니드 슬루츠키는 모든 내분의 방지를 요구하며 프리고진을 반역자라고 불렀다.[62]
- 러시아 연방 공산당: 사무총장 겐나디 쥬가노프는 프리고진에게 "개인적인 야망을 버리고 조국을 수호하라"고 말했다.[63]
- 러시아 내 반정부 세력
  -  6월 23일, 러시아 의용군단의 지도자 데니스 카푸스틴은 "비록 우리는 바리케이드의 반대편에 서 있고 러시아 연방의 미래에 대해 다른 관점을 가지고 있지만, 나는 그를 비꼬거나 어떠한 역설도 없이 러시아의 애국자라고 부를 수 있다"고 말했다.[64]
  - 망명 중인 전 석유 거물 미하일 호도르코프스키는 러시아인들에게 프리고진이 크렘린을 차지하기로 결정한다면 "악마라도 지지하는 것이 중요하다"며 지지를 촉구했다.[65]
  -  6월 24일, 아나르코-공산주의자 전투조직은 "푸틴 정권도, 프리고진스키도 우리의 우군이 아니다. 이 두 식인종 사이의 싸움에서 아나키스트들은 멀리 떨어져 있어야 한다. 가능한 한 그들이 피를 흘리게 해야 한다. 그렇게 하면, 그들은 미래에 사람들을 방해하지 않을 것이다."라고 말했다.[66]
- 러시아 정교회의 수장인 모스크바 총대주교 키릴은 러시아인들에게 푸틴을 위해 기도할 것을 촉구했다.[67]

### 국제
- 프랑스
  - 에마뉘엘 마크롱 프랑스 대통령 대변인은 "대통령은 상황을 면밀히 주시하고 있다. 우리는 여전히 우크라이나를 지원하는 데 집중하고 있다"고 말했다.[68]

- 우크라이나
  - 볼로디미르 젤렌스키 대통령의 보좌관인 미하일로 포돌랴크는 이번 반란이 러시아 엘리트들 사이의 내분의 증거라며 "시작에 불과하다"고 말했다.[69] 젤렌스키는 이 반란이 러시아의 본질적인 정치적 불안정과 "전면적인 약점"의 증거라고 말했다.[70]

- 영국
  - 6월 24일, 리시 수낵 총리는 런던에서 긴급 코브라 회의를 소집했다.[71]

- 미국
  - 6월 23일(모스크바 시간 6월 24일), 미국 국가안보회의(NSC) 대변인 애덤 호지는 미국이 러시아에서 일어난 사건들을 추적하고 있으며, "동맹국 및 파트너들과 이러한 확대에 대해 협의하고 있다"고 말했다.[72]

- 대한민국
  - 6월 24일 주 러시아 대한민국 대사관은 공지를 올려, 바그너 그룹이 로스토프나도누에 진입하고 있으며 불필요한 외출을 자제할 것을 촉구했다.[73]

## 같이 보기
- 푸가초프의 난
- 코르닐로프 폭동
- 러시아 혁명
- 러시아 내전
- 8월 쿠데타

## 주해
1. ↑  한국표준시 기준, 2023년 6월 24일 ~ 6월 25일
2. ↑  Mi-8MTPR-1 전자전 헬리콥터 2대, Mi-35 Hind 1대, Ka-52 앨리게이터 1대, Mi-8 수송기 1대,[7][8] An-26 수송기 1대[9]